# Subsidenza

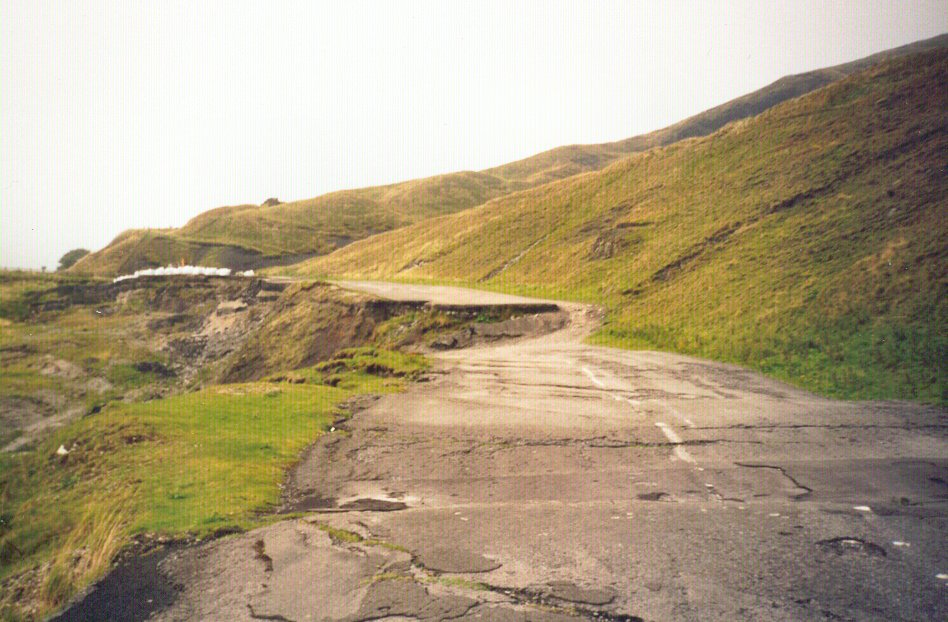
Una strada distrutta dalla subsidenza e dallo sforzo tangenziale, nei pressi all'abitato di Castleton, nel Derbyshire

La subsidenza o subsistenza è un lento e progressivo sprofondamento del fondo di un bacino marino o di un'area continentale. Il fenomeno è evidente nelle aree di geosinclinale dove l'attiva sedimentazione produce imponenti serie detritiche, con spessori che possono essere di migliaia di metri; ciò è spiegabile solo ammettendo un lento abbassamento del bacino simultaneamente alla deposizione e all'accumulo dei sedimenti.

## Descrizione

Una illustrazione grafica dei tipi differenti di subsidenza del terreno

La subsidenza rappresenta il progressivo abbassamento del piano campagna dovuto alla compattazione dei materiali. Può essere di due tipi:
- naturale: i sedimenti sono molto porosi e tendono a comprimersi, riducendosi di volume e quindi abbassarsi se hanno sopra un carico;
- indotta: l'uomo estrae acqua, petrolio o gas dal terreno diminuendo la pressione dei fluidi interstiziali residui, si ha quindi un assestamento del terreno.

Legate alla subsidenza sono anche le barriere coralline la cui formazione è dovuta a organismi costruttori di basse profondità (da 0 a poche decine di metri); a mano a mano che le barriere sprofondano, i coralli costruiscono nuovo materiale per la necessità di rimanere all'interno della zona fotica, vivendo in simbiosi con microalghe.
Si possono avere fenomeni di subsidenza anche in aree epicontinentali e in zone deltizie e lagunari.

## Cause
Per spiegare la subsidenza sono state avanzate diverse ipotesi:
- L'ipotesi isostatica secondo cui il peso stesso, l'assestamento del materiale incoerente, le oscillazioni dei livelli di falda porterebbero allo sprofondamento del substrato;
- Processi tettonici;
- La teoria dei moti di convezione subcrostali, i quali trascinerebbero parte del sovrastante materiale sialico, inglobandola;
- La teoria della corrosione della base della litosfera prodotta dalla sottostante astenosfera.

Le prime due ipotesi sono le più accreditate e potrebbero entrambe spiegare le diverse forme di subsidenza osservabili nel nostro pianeta.

### Fattori antropici
L'abbassamento del suolo può essere dovuto anche all'attività antropica che può influenzare in modo considerevole il fenomeno o addirittura determinarne l'innesco.
La subsidenza indotta dall'uomo si manifesta in genere in tempi relativamente brevi (anche poche decine di anni), con effetti che possono compromettere fortemente opere e attività umane. Le cause più diffuse sono essenzialmente lo sfruttamento eccessivo delle falde acquifere, l'estrazione di idrocarburi, le bonifiche idrogeologiche.
Il grado di antropizzazione di un'area, già di per sé predisposta geologicamente alla subsidenza, può quindi sia influenzare tale fenomeno, sia esserne condizionato.

## Tecniche di misurazione del fenomeno
Per contrastare gli effetti della subsidenza, è innanzitutto opportuno misurarla con precisione, cercando di dividerne le diverse componenti (naturale, tettonica, da compattazione superficiale, antropica, ecc.).
A tale scopo è importante prevedere in aree considerate a rischio un adeguato monitoraggio che misuri con precisione sufficiente i movimenti verticali del suolo.
Tale monitoraggio viene effettuato a oggi attraverso l'utilizzo comparato e complementare (in quanto nessuna delle metodologie è di per sé esaustiva del fenomeno che intende caratterizzare) di sofisticate metodologie di misurazione, qui di seguito elencate:
- Livellazioni di alta precisione.
- Misure CGPS (GPS in continuo).
- Interferometria radar-satellitare.
- Misure assestimetriche per la compattazione superficiale.
- Monitoraggio piezometrico degli acquiferi.
- Monitoraggio compattazione in pozzo tramite marker radioattivi.

Per capire la percentuale di subsidenza dovuta ad azione antropica in una certa area si sottrae alla subsidenza totale misurata la subsidenza naturale (da bibliografia e dati storici pre-azione dell'uomo sul territorio) e quella dovuta alla compattazione superficiale dei sedimenti.

## Fenomeni notevoli di subsidenza in Italia
In Italia vi sono diverse aree interessate dalla subsidenza, come la Pianura Padano-veneta (inclusi i margini meridionali dei laghi alpini) o molte piane costiere (ad esempio la Pianura Pontina). Negli ultimi tempi anche la valle dell'Aniene, in provincia di Roma, è gravemente interessata da fenomeni simili.
Ben noti e oggetto di particolare attenzione per la loro rilevanza economica e artistica sono i casi di Venezia (e della Laguna veneta e della gronda lagunare) e di Ravenna. Qui hanno interagito negativamente processi naturali e attività antropiche. Pur essendo attualmente sotto stretto controllo, difficilmente si potrà completamente arrestare il fenomeno, essendo connesso a processi diagenetici, tettonici e di riequilibrio isostatico.

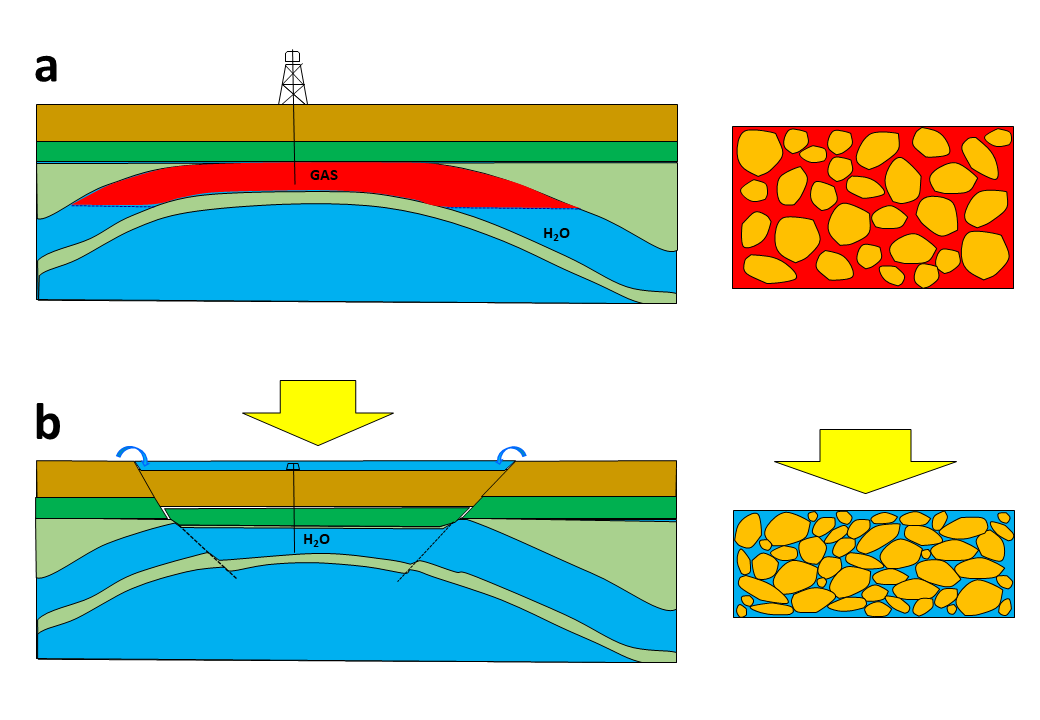
Subsidenza dovuta alla produzione di idrocarburi dal sottosuolo. a.– Prima dell'inizio della produzione, nella roccia serbatoio i granuli del sedimento sono sostenuti dalla pressione del fluido di giacimento (gas). b.– Con il progredire della produzione di gas (qui è rappresentata per semplicità solo la fase finale in cui tutto il gas è stato prodotto), la pressione diminuisce drasticamente e i granuli, non più sostenuti dalla pressione di giacimento e sotto il peso dei sedimenti soprastanti, si dispongono secondo una nuova configurazione più compatta. Questo ha come effetto la diminuzione del volume occupato dai sedimenti della roccia serbatoio e l'aumento locale della subsidenza, che si propaga ai livelli soprastanti il giacimento.

### Subsidenza nel Delta del Po
Una relazione del Consorzio di Bonifica Delta Po Adige fornisce alcuni dati per comprendere la portata dell'intervento dell'uomo su un territorio che per la sua natura alluvionale è soggetto a fenomeni di subsidenza naturali. Dagli anni '30 e soprattutto negli anni '40 e '50, fino alla sospensione decisa dal governo nel 1961, furono estratti nel territorio del Delta del Po miliardi di metri cubi di metano e gas naturali. L'estrazione avveniva da centinaia di pozzi (una trentina nel Delta) che non raggiungevano i 1 000 metri di profondità. Tramite gasdotti il gas veniva inviato dalle "croci di produzione" alle centrali di compressione, mentre l'acqua salata prodotta (1 m³ di acqua per ogni metro cubo di gas estratto) veniva scaricata nei fossi e negli scoli.
Dal 1954 al 1958 furono estratti 230 milioni di metri cubi di gas per anno; nel 1959 si salì a 300 milioni. Dal 1951 al 1960 furono misurati abbassamenti medi del suolo di un metro con punte di due metri; nonostante la sospensione delle estrazioni del 1961 il territorio continuò a calare nei 15 anni successivi; dall'inizio degli anni '50 a metà degli anni '70 il territorio si è abbassato mediamente di oltre 2 metri sino a punte di 3,5 metri. Rilievi recenti dell'Istituto di Topografia della facoltà di Ingegneria dell'Università di Padova hanno stabilito che i territori deltizi dell'Isola di Ariano e dell'Isola della Donzella si sono ulteriormente abbassati di 0,5 metri che vanno ad aggiungersi dai 2 ai 3 metri sotto il livello del mare del territorio.

## Effetti
Le conseguenze della subsidenza sono:
- effetti sulle arginature: il terreno che si abbassa trascina con sé anche gli argini. Questo causa minor spessore delle fiancate di sicurezza degli stessi, maggiori spinte dell'acqua, maggiore possibilità di formazione di fontanazzi e tracimazioni, maggiori possibilità di cedimenti degli argini. Le infiltrazioni sono calcolate in 70 litri al secondo per chilometro di argine. L'alluvione del Polesine del novembre 1951, le due rotte del Po di Goro nell'Isola di Ariano, la rottura dell'argine a mare nel Comune di Porto Tolle, altre rotte di altri rami, avvennero negli anni in cui si estraeva il metano. Fu necessario rialzare e allargare gli argini dei fiumi (480 km) e gli argini a mare (80 km), con una spesa stimata di 3,300 miliardi per gli argini di tutto il Polesine.
- maggiori spese per la bonifica: fu necessario ricostruire tutto il sistema di scolo con ricalibrazione delle sezioni e delle pendenze necessarie, demolire e ricostruire manufatti, chiaviche, ponti sui canali e sugli scoli, ricostruire o adeguare ai nuovi livelli dell'acqua le idrovore, con una spesa stimata di 700 milioni di euro.

Il Delta e gli altri territori del comprensorio del Consorzio di Bonifica Delta Po Adige (comuni del Delta più Rosolina e una piccolissima parte di Chioggia) vengono mantenuti asciutti da 38 idrovore e 117 pompe, con una capacità di sollevamento di 200 000 litri al secondo, con una spesa di 1,6 milioni di euro per anno di sola energia elettrica, per un'altezza media di sollevamento acque maggiore di 4 metri.